# District de la Glâne
Le district de la Glâne est un des sept districts du canton de Fribourg en Suisse. Son chef-lieu est Romont. Son nom vient de la rivière homonyme.

## Historique
Le district de la Glâne appartenait autrefois à la maison de Savoie (Châtellenie de Romont 1240-1536). En 1482, Fribourg achète la seigneurie de Pont et en 1536, Romont et Rue se donnèrent à Fribourg qui les constitua en bailliages puis en district fribourgeois de 1798 à 1848. C'est à la suite de la défaite des fribourgeois lors du Sonderbund (1848), que le district de Romont et une grande partie de celui de Rue furent réunis pour former le district de la Glâne actuelle.

## Communes
Voici la liste des communes composant le district avec, pour chacune, sa population.
| Héraldique | Nom officiel              | N° OFS | Population (décembre 2022) |
| ---------- | ------------------------- | ------ | -------------------------- |
|            | Billens-Hennens           | 2063   | +000883,                   |
|            | Châtonnaye                | 2068   | +000884,                   |
|            | Grangettes                | 2079   | +000213,                   |
|            | Le Châtelard              | 2067   | +000354,                   |
|            | Massonnens                | 2086   | +000586,                   |
|            | Mézières                  | 2087   | +001 081,                  |
|            | Romont                    | 2096   | +005 593,                  |
|            | Rue                       | 2097   | +002 590,                  |
|            | Siviriez                  | 2099   | +002 528,                  |
|            | Torny                     | 2115   | +001 058,                  |
|            | Ursy                      | 2102   | +003 979,                  |
|            | Villaz                    | 2117   | +002 345,                  |
|            | Villorsonnens             | 2114   | +001 512,                  |
|            | Vuisternens-devant-Romont | 2113   | +002 381,                  |
| Total      | Total                     | Total  | +025 987,                  |

## Héraldique
L'héraldique du blason du district est De gueules au château à deux tours, de hauteurs inégales, d'argent,.